# جو ميرز
جو ميرز (بالإنجليزية: Joe Mears)‏؛ هو لاعب كرة قدم إنجليزي سابق كان يلعب كحارس مرمى. بدأ مسيرته الرياضية عام 1926 ولكنها كانت قصيرة جدا واعتزل اللعب عام 1931 ليلتحق بمجلس إدارة نادي تشيلسي وعمره 26 عاما. شغل فيما بعد منصب رئيس الاتحاد الأنجليزي ورئيس لنادي تشيلسي . وتوفي عام 1966.

## السيرة الذاتية
وكان ميرز ابن جوزيف ميرز وابن شقيق جوس ميرز مؤسسوا نادي تشيلسي . لعب جو ميرز كحارس مرمى لنادي مالافيريان قديما قبل أن ينضم إلى مجلس إدارة تشيلسي في عام 1931 ، وبذلك أصبح أصغر مدير (عمره 26) في دوري كرة القدم . أصبح رئيس تشيلسي في عام 1940 بعد وفاة العقيد كريسب . وكان ميرز من مشاة البحرية الملكية خلال الحرب العالمية الثانية ، وشملت مهامه الترتيبات الأمنية ل مخبأ رئيس الوزراء ونستون تشرشل .
في عهد ميرز كرئيسا لتشيلسي استطاع النادي الفوز بأول لقب دوري الدرجة الأولى الإنجليزي في 1954-1955 ، وانه هو الذي أعطى لاحقا لضغوط من دوري كرة القدم للنادي لا لتأخذ مكانها في كأس الافتتاحية أبطال أوروبا ما يلي الموسم. وقال انه في وقت لاحق تمكن ممثل الجانب لندن الحادي عشر خلال حملة 1955-1958 في ما بين المدن كأس المعارض ، وبلغ الفريق المباراة النهائية ، حيث خسر في مجموع المباراتين ل نادي برشلونة. وكان ابنه براين أيضا رئيس النادي .
أصبح ميرز رئيس الاتحاد الإنجليزي كرة القدم في عام 1963 ، وقال انه كان شخصية رئيسية خلال استعدادات إنجلترا لاستضافة كأس العالم 1966 ،

## حادثة سرقة الكاس
في نهائي كأس العالم عام 1966 في إنجلترا فوجئ الجميع باختفاء كأس جول ريميه التي كانت معروضة في لندن ضمن معرض للطوابع البريدية، بينما تولى بوليس (اسكوتلانديارد) عملية البحث عنها، وفي اليوم التالي للحادث حصل على مذكرة فدية من اللص، وبينما كان يتم الاعداد لدفع الفدية تم العثور عليها بفضل الكلب بيكلز الذي دخل التاريخ، وقد وجدت الكأس مدفونة في حديقة ملفوفة بصحيفة، تقع في إحدى ضواحي لندن، وتبين أن الرجل الذي سرق الكأس كان مهووساً بكرة القدم ومشجعاً متعصباً للمنتخب الإنجليزي، وربما كان يخشى أن تذهب الكأس للمنتخب البرازيلي الذي كان يسيطر آنذاك، فأقدم على سرقتها، وكلفه ذلك دخوله السجن حيث تابع فوز المنتخب الإنجليزي فيما بعد في الدور النهائي ضد ألمانيا من وراء القضبان، وشارك بعد ذلك في استعادة الكأس .

## وفاته
توفي بنوبة قلبية في أوسلو يوم 30 يونيو عام 1966، قبل أسبوعين فقط من بدء نهائيات كأس العالم.